# 唐守正
唐守正（1941年5月21日—），湖南邵东人，汉族，中国森林经理学家。。中国林业科学研究院资源信息研究所研究员，1995年当选为中国科学院生命科学和医学学部院士。

## 生平
唐守正于1941年5月21日出生于中国湖南省邵东县。1963年毕业于北京林学院林业系，毕业后直至1978年9月一直在吉林省林业调查规划院担任技术员一职。1981年和1985年分别获北京师范大学数学系概率统计专业理学硕士和博士学位，1986年完成加拿大新不伦瑞克大学林学博士后研究。完成博士后研究后，开始担任中国林业科学研究院资源信息研究所研究员一职，后被任为名誉所长。1995年当选为中国科学院生命科学和医学学部院士。
1998年3月至2003年3月，曾以无党派民主人士名义当选中国人民政治协商会议第九届全国委员会委员，随后连任中国人民政治协商会议第十届全国委员会委员。2017年，负责雄安新区容城一处175亩造林实验区的培育工作。

## 荣誉
1986年和1988年，分别荣获中华人民共和国林业部科技进步三等奖和二等奖。1989年，因唐守正主持完成“多元统计分析方法在林业中的应用和IBM-PC系统程序集的研制”课题，荣获国家科技进步三等奖。1991年，唐守正被中华人民共和国国家教育委员会授予“有突出贡献的博士学位获得者”的荣誉称号，1994年荣获“国家有突出贡献中青年专家”荣誉称号。2014年11月，唐守正荣获第五届全国杰出专业技术人才荣誉称号。